# Llista d'ocells de la vall del Rialb
Aquesta llista d'ocells de la vall del Rialb inclou el nom científic i el nom en català tal com es coneixen localment aquestes espècies d'aus de la vall del riu Rialb i la zona del municipi de la Baronia de Rialb. La llista s'ha fonamentat en alguns estudis bibliogràfics, comentaris personals de coneixedors de la zona, en la Base de dades de la Biodiversitat (BIOCAT) del Departament de Medi Ambient i en l'Atles dels ocells nidificants de Catalunya 1999-2002: aspectes metodològics i implicacions ecològiques, elaborat sobre quadrícula UTM 10x10 km.
- L'astor (Accipiter gentilis).
- L'astoret (Accipiter nisus).
- La mallerenga cuallarga (Aegithalos caudatus).
- La perdiu roja (Alectoris rufa).
- L'ànec collverd (Anas platyrhynchos).
- La piula dels arbres (Anthus trivialis).
- El falcillot (Apus apus).
- El ballester (Apus melba).
- L'àliga daurada (Aquila chrysaëtos).
- El duc (Bubo bubo).
- L'aligot comú (Aligot comú).
- L'escloper (Caprimulgus europaeus).
- El passerell (Carduelis cannabina).
- La cadernera (Carduelis carduelis).
- El verdum (Carduelis chloris).
- El raspinell comú (Certhia brachydactyla).
- El rossinyol bord (Cettia cetti).
- L'àliga marcenca (Circaetus gallicus).
- El tudó (Columba palumbus).
- El corb (Corvus corax).
- La cornella (Corvus corone).
- La gotlla (Coturnix coturnix).
- El cucut (Cuculus canorus).
- L'oreneta cuablanca (Delichon urbica).
- El pigot (Dendrocopos major).
- El picot negre (Dryocopus martius).
- L'hortolà negre (Emberiza cia).
- El gratapalles (Emberiza cirlus).
- El pit roig (Erithacus rubecula).
- El falcó pelegrí (Falco peregrinus).
- El xoriguer comú (Falco tinnunculus).
- El pinsà comú (Fringilla coelebs).
- La cogullada vulgar (Galerida cristata).
- El gaig (Garrulus glandarius).
- El trencalòs (Gypaetus barbatus).
- El voltor comú (Gyps fulvus).
- L'oreneta vulgar (Hirundo rustica).
- El colltort (Jynx torquilla).
- L'escorxador (Lanius Collurio).
- El capsigrany (Lanius senator).
- El trencapinyes (Loxia curvirostra).
- El cotoliu (Lullula arborea).
- El rossinyol comú (Luscinia megarynchos).
- L'abellerol (Merops apiaster).
- La merla roquera (Monticula saxatilis).
- La cuereta blanca (Motacilla alba).
- La cuereta torrentera (Motacilla cinerea).
- L'aufrany (Neophron percnopterus).
- El còlit gris (Oenanthe oenanthe).
- L'oriol (Oriolus oriolus).
- El xut (Otus scops).
- La xinxarrella (Parus ater).
- El ferreret (Parus caeruleus).
- La mallerenga emplomallada (Parus cristatus).
- La mallerenga carbonera (Parus major).
- El pardal comú (Passer domesticus).
- El pardal xarrec (Passer montanus).
- La cotxa fumada (Phoenicruros ocrhuros).
- El mosquiter pàl·lid (Phylloscopus bonelli).
- El mosquiter comú (Phylloscopus collybita).
- La garsa (Pica pica).
- El picot verd (Picus viridis).
- El pardal de bardissa (Prunella modularis).
- El roquerol (Ptyonoprogne rupestris).
- La gralla de bec vermell (Pyrrhocorax pyrrhocorax).
- El bruel (Regulus ignicapillus).
- El bitxac comú (Saxicola torquata).
- El gafarró (Serinus serinus).
- El pica-soques blau (Sitta europaea).
- La tórtora (Streptopelia turtur).
- La cabrota (Strix aluco).
- L'estornell vulgar (Sturnus vulgaris).
- El tallarol de casquet (Sylvia atricapilla).
- El tallarol gros (Sylvia borin).
- El tallarol de garriga (Sylvia cantillans).
- El cargolet (Troglodytes troglodytes).
- La merla (Turdus merula).
- El tord (Turdus philomelos).
- La griva (Turdus viscivorus).
- La xòliba (Tyto alba).
- La put-put (Upupa epops).